# 赤翼樸麗魚
赤翼樸麗魚，為輻鰭魚綱鱸形目隆頭魚亞目慈鯛科的其中一種，分布於非洲維多利亞湖Mwanza灣流域，為特有種，體長可達10.4公分，棲息在中底層水域，屬肉食性，以昆蟲、浮游生物等為食，生活習性不明。

## 擴展閱讀
維基物種上的相關：赤翼樸麗魚